# Peter Phillips (kunstenaar)
Peter Phillips (Birmingham, 21 mei 1939 – 23 juni 2025) was een Engels graficus en kunstschilder en internationaal bekend vertegenwoordiger van de Britse popart.

## Leven en werk
Phillips studeerde van 1955 tot 1959 aan het Birmingham College of Art en vervolgde zijn studie tot 1962 aan de Royal College of Art in Londen. Onder zijn jaargenoten waren David Hockney, Allen Jones en R.B. Kitaj.
In 1962 en 63 gaf hij les aan het Coventry College of Art en het Birmingham College of Art. In 1963 nam hij deel aan de Biënnale van Parijs en in 1964 was zijn werk te zien op de tentoonstelling Nieuwe Realisten in het Gemeentemuseum in Den Haag met onder anderen Andy Warhol, Roy Lichtenstein en James Rosenquist. Hij ontving in het midden van de jaren zestig een reisbeurs en woonde enkele jaren in New York in de Verenigde Staten en bereisde met zijn vriend en collega Allen Jones verschillende steden waaronder Los Angeles. Hij was in de jaren 1968-69 gastdocent aan de Hochschule fur Bildende Kunst in Hamburg. Hij reist veel en bezocht Midden-Amerika, Afrika, Australië en het Verre Oosten. Hij werkt in Zürich en sinds 1986 ook in een atelier op Mallorca. Hij was twee keer getrouwd en heeft twee dochters.

## Werkbeschrijving
Phillips maakt tekeningen, collages, litho's, zeefdrukken en acryl- en olieverfschilderijen. Hij verwerkt in zijn oeuvre afbeeldingen uit de alledaagse beeldcultuur, zoals advertenties en pinups en combineert deze met puur geometrische elementen. Zijn collages in gemengde techniek  uit de jaren 60 tonen verwantschap met die van de Engelse popartkunstenaar Peter Blake. Als ondergrond gebruikt hij meestal linnen, soms opgespannen op board. Hij werkte eind jaren 60 in airbrush en gemengde techniek aan wandvullende doeken. Daarnaast maakte hij ruimtelijke objecten in de stijl van de assemblage. Hij maakt ook 'minischilderijen'. Sommig werk bestaat uit een kruisvormig raster van kleine rechthoeken zoals Mosaik Stack No. 1 uit 1979 en Mosaik Cross #4 uit 2002.
Phillips overleed op 23 juni 2025 op 86-jarige leeftijd.

## Musea
Musea die zijn werk bezitten zijn onder andere:
- Tate Gallery, Londen
- Art Institute of Chicago, Chicago
- Birmingham Museums & Art Gallery, Birmingham
- Harvard University Art Museums, Massachusetts
- Indianapolis Museum of Art, Indiana

## Tentoonstellingen (selectie)
- 1962 - Sidney Janis Gallery, New York; International Exhibition of the New Realists
- 1964 - Gemeentemuseum Den Haag; Nieuwe Realisten
- 1965 - Palais des Beaux-Arts, Brussel; Pop Art, Nouveau Realisme etc
- 1971 - Westfälischer Kunstverein, Münster (retrospectief)
- 1976 - Tate Gallery, Londen (solo)
- 1976 - Kunstverein, Hamburg; Pop Art in England: Beginning of a New Figuration 1947-63
- 1977 - Kunsthaus, Zurich; Malerei und Photographie in Dialog
- 1982 - 83 Walker Art Gallery, Liverpool (reizend retrospectief, ook: Edinburgh, Londen, Oxford)
- 1996 - Fundació Pilar i Joan Miró, Palma de Mallorca
- 1997 - Sintra Museum of Modern Art, Lissabon; Pop Art
- 2002 - Galleria Civica, Modena (retrospectief)
- 2012 - Museum der bildenden Kunste Leipzig, Leipzig; Leben Mit Pop

- Biblioteca Nacional de España: XX1321093
- Gemeinsame Normdatei: 118593994
- International Standard Name Identifier: 0000 0001 1775 1204
- Library of Congress Control Number: n85055534
- Nationale bibliotheek van Australië: 35421566
- Nationale Bibliotheek van Israël: 987007605402605171
- PIC: 312157
- RKD-Nederlands Instituut voor Kunstgeschiedenis: 63204
- Système universitaire de documentation: 071135650
- Trove: 946837
- Union List of Artist Names: 500001509
- Virtual International Authority File: 92377914
- WorldCat: E39PBJjmWvcQtR3PtwycTQY773